# 亀浦倭城
亀浦倭城（くぽうぇそん・カードカイ城）は、韓国 釜山広域市 北区 に文禄2年に築かれた倭城。別名は甘同浦城、亀浦義城。現在は城跡となっている。

## 概要
文禄・慶長の役を通じて日本軍は朝鮮半島南岸各地に倭城群を築いて布陣していた。亀浦倭城は 金海 竹島倭城 の出城として小早川隆景と立花宗茂を中心に築城を始めた。洛東江 に面しており、対岸の金海竹島倭城と向き合っていた。また船の停泊も可能であった。
慶長の役では主に 黒田長政 が在番していた。

## アクセス
釜山交通公社2号線徳川駅から徒歩。